# Ascensión Nicol Goñi
Florentina Nicol Goñi, in religione María Ascensión del Cuore di Gesù (Tafalla, 14 marzo 1868 – Pamplona, 24 febbraio 1940), è stata una religiosa spagnola, fondatrice della congregazione delle Suore missionarie domenicane del Rosario: è stata proclamata beata nel 2005.

## Biografia
Ricevette la sua educazione presso il monastero delle domenicane di Huesca e nel 1885 vi entrò come novizia.
Nel 1915 accolse l'invito del vescovo domenicano Ramón Zubieta y Les, missionario in Amazzonia, a trasferirsi in Perù per dedicarsi all'apostolato missionario e all'istruzione delle ragazze povere della regione.
Anche se non era nei suoi progetti, la Nicol Goñi diede inizio a una nuova congregazione del terz'ordine regolare domenicano e ne fu eletta superiora generale: mantenne la carica fino al 1939.
Morì nel 1940.

## Il culto
Papa Giovanni Paolo II le ha riconosciuto il titolo di venerabile il 12 aprile 2003.
Il cardinale José Saraiva Martins ha presieduto il suo rito di beatificazione, celebrato nella basilica di San Pietro a Roma il 14 maggio 2005.